# قلعه قیلسون
قلعه قیلسون مربوط به دوران پیش از تاریخ ایران باستان است و در شهرستان سقز، بخش مرکزی، روستای قیلسون واقع شده و این اثر در تاریخ ۲۵ اسفند ۱۳۸۰ با شمارهٔ ثبت ۵۰۹۳ به‌عنوان یکی از آثار ملی ایران به ثبت رسیده است.